# Йорк и Лэтам
Джордж Роналд Йорк (6 февраля 1943 — 22 июня 1965 года) и Джеймс Дуглас Лэтам (21 апреля 1942 года — 22 июня 1965 года) — американские серийные убийцы, убившие в течение короткого времени 7 человек. Их случай был описан Труманом Капоте в его книге «Хладнокровное убийство».

## Биография
Ронни Йорк родился и вырос во Флориде в богатой семье. Его отец был водолазом, причём довольно известным. Семья Йорков была благополучной и дружной. Прошлое же Лэтама было тяжёлым. Он родился в Техасе, в многодетной и бедной семье. Его отец и мать не ладили. Вскоре он оказался предоставлен сам себе, когда родители разошлись. В 17 лет Лэтам, бездомный, добровольцем вступил в армию. 2 года спустя Лэтам сел за решётку военной тюрьмы в Форт-Худе за самоволку. Там он и встретил Ронни Йорка, отбывавшего наказание за аналогичное преступление. Оба они сошлись в том, что мир — это гнилое место, и было бы хорошо убивать побольше людей.

## Серия убийств
В мае 1961 года Йорк и Лэтам дезертировали из армии. Первыми их жертвами стали две девушки, которых они встретили 29 мая у бензоколонки. Алтеа Оттавио и Патрисия Хьюитт попросили их, помочь им, так как они заблудились. Мужчины согласились. Они сели в свою машину и попросили девушек ехать за ними. Машина, которую они вели, была угнанной. Выведя девушек в укромное место, они задушили девушек кнутами, а потом ограбили их. В Новом Орлеане они приобрели пистолет и вырезали на его рукоятке две насечки, как напоминание о жертвах, которых они убили. В течение 10 дней они убили ещё несколько человек. Шестой их жертвой стал канзасский железнодорожник Отто Циглер, которому было 62 года. Он согласился помочь маньякам починить машину, не зная, что это приманка. Его убили одним выстрелом в голову.
Последней, седьмой жертвой, стала 18-летняя девушка, работавшая в мотеле. Оставшись там на ночь, преступники предложили ей заняться с ними сексом по очереди. Она была совсем не против и по очереди провела с каждым время. Потом они предложили ей поехать с ними, говоря, что готовятся стать киноактёрами. Она согласилась, и в скором времени её тело было найдено в овраге близ Крэйга в Колорадо. В скором времени Йорк и Лэтам были арестованы на одном из специально оборудованных контрольно-пропускных пунктов в штате Юта 10 июня 1961 года. Йорк и Лэтам получили разрешение полиции дать интервью на телевидении и репортерам. На вопрос, почему они убили семь человек, Йорк, улыбаясь, сказал, что причиной была ненависть к окружающему миру.

### Список жертв
| Номер | Дата    | Фамилия и имя                                                           | Примечания |
| ----- | ------- | ----------------------------------------------------------------------- | ---------- |
| 1     | 26 мая  | Эдвард Дж. Гидрос англ. Edward J. Guidroz                               | Выжил      |
| 2 и 3 | 29 мая  | Альтея Оттавио и Патрисия Хьюэтт англ. Althea Ottavio & Patricia Hewett |            |
| 4     | 6 июня  | Неназванный мужчина                                                     | Выжил      |
| 5     | 7 июня  | Джон Уиттакер англ. John Whittaker                                      |            |
| 6 и 7 | 8 июня  | Альберт Рид и Мартин Дреновац англ. Albert Reed & Martin Drenovac       |            |
| 8     | 9 июня  | Отто Цайглер англ. Otto Zeigler                                         |            |
| 9     | 10 июня | Рэйчел Мойер англ. Rachel Moyer                                         |            |

## Казнь
Джордж Йорк и Джеймс Лэтам были признаны виновными в убийстве Отто Циглера (его имя было единственным в списке обвинения) и 19 декабря 1962 года приговорены к смертной казни. 22 июня 1965 года они были повешены в тюрьме для смертников.

## В массовой культуре
- Труман Капоте в своей книге «Хладнокровное убийство», описывающей преступление убийц Перри Смита и Дика Хикока, кратко описал содеянное Джорджем Йорком и Джеймсом Лэтамом.